# 大栗树乡
大栗树乡，是中华人民共和国云南省文山壮族苗族自治州马关县下辖的一个乡镇级行政单位。

## 行政区划
大栗树乡下辖以下地区：
大栗树村、河外村、乌木村、和平村、板桥村、倮洒村、大马固村、大倮者村、腊科村、大腻科村、腻科街村和那衣龙村。